# 15415 Rika
15415 Rika eller 1998 CA1 är en asteroid i huvudbältet som upptäcktes den 4 februari 1998 av den japanska astronomen Akimasa Nakamura vid Kuma Kogen-observatoriet. Den är uppkallad efter den japanska fiktiva personen Rika Akana.
Asteroiden har en diameter på ungefär 3 kilometer.